# Ivan Ćurković
Ivan Ćurković (Иван Ћурковић, * 15. März 1944 in Mostar) ist ein ehemaliger jugoslawischer Fußballspieler und heutiger Sportfunktionär in Serbien.

## Spielerkarriere
Der mit 1,79 m für einen Torwart nicht sehr groß gewachsene Ivan Ćurković begann seine Laufbahn in seiner Geburtsstadt bei FK Velež Mostar, wo er im Alter von 17 Jahren in der höchsten Liga debütierte, und wechselte als 20-Jähriger zum FK Partizan Belgrad. Bei den Olympischen Spielen 1964 hütete er das Tor der jugoslawischen Auswahl, die im Viertelfinale gegen die DDR ausschied. Bei Partizan stand er anfangs allerdings im Schatten von Milutin Šoškić, gehörte aber zum Kader, als der Klub 1965 seinen einzigen jugoslawischen Meistertitel während der folgenden acht Jahre errang und in der Spielzeit 1965/66 bis ins Endspiel des Europapokals der Landesmeister vorstieß. Später wurde er zum A-Nationalspieler, wobei er während seiner internationalen Karriere allerdings nicht dauerhaft die Nr. 1 war – insbesondere Enver Marić und Ognjen Petrović stellten eine zu starke Konkurrenz für ihn dar. Bei den beiden großen Turnierendrunden, für die Jugoslawien sich in den 1970ern qualifizieren konnte (WM 1974 und EM 1976), fand Ćurković keine Berücksichtigung, wohl aber in drei Qualifikationsspielen zur WM 1970.
1972 durfte er zur AS Saint-Étienne in die französische Division 1 wechseln, und dort entwickelte er sich auf und neben dem Spielfeld zur Führungsfigur einer sehr jungen Mannschaft. Ivan Ćurković sammelte mit den Verts – „die Grünen“ bzw. ASSE sind die geläufigsten Bezeichnungen für die Fußballer aus der Industriestadt Saint-Étienne – Titel, wurde viermal Meister, davon drei in Folge, und dreimal Pokalsieger; dabei waren 1974 und 1975 sogar zwei Doublés. 1976 erreichte er das Endspiel im Europapokal der Landesmeister, in dem er nur einmal (von Franz Roth) bezwungen wurde, was dem Endspielgegner allerdings zum Cupgewinn genügte. Bereits im Halbfinale gegen PSV Eindhoven (1:0, 0:0) war „Curko“ über sich hinausgewachsen und hatte die Stürmer der Niederländer zur Verzweiflung gebracht: „Ein Torhüter, der ganz alleine den Gegner zu entmutigen vermag … und den Spielverlauf auf den Kopf stellen kann“. In der Rückschau gilt der ruhige, sachliche Spieler als einer der besten und aufgrund seiner Fähigkeit, den Mitspielern Rückhalt zu geben und sie mitzureißen, einer der wichtigsten Goalkeeper der Vereinsgeschichte. Er beherrschte den gesamten Strafraum und bereitete sich vor jeder Partie gründlich auf die Qualitäten der gegnerischen Angreifer vor.
Nach einer Niederlage bei SEC Bastia am dritten Spieltag der Saison 1980/81 musste der inzwischen 36-Jährige seinen Stammplatz im Tor für Jean Castaneda räumen und wurde in der Liga von Trainer Robert Herbin nicht mehr berücksichtigt. Dabei war er 1972 der Wunschkandidat von Herbin gewesen, hatte in den ersten acht Spielzeiten lediglich vier von 304 Punktspielen versäumt und war zudem in 33 Europapokalbegegnungen ein wichtiger Rückhalt der ASSE gewesen. Nach dem erneuten Titelgewinn 1981 und der Niederlage im Pokalendspiel (beim 1:2 gegen Bastia saß Ćurković auch nur auf der Bank) beendete er seine Profikarriere und verließ die Verts. Insgesamt hat er es auf 591 Einsätze in Jugoslawiens und Frankreichs höchsten Spielklassen gebracht.

### Stationen
- FK Velež Mostar (1960–1964, 87 Erstligaspiele)
- FK Partizan Belgrad (1964–1972, 201 Erstligaspiele)[8]
- AS Saint-Étienne (1972–1981, 303 Einsätze in D1)[9]

## Palmarès
- Französischer Meister: 1973/74, 1974/75, 1975/76, 1980/81
- Französischer Pokalsieger: 1973/74, 1974/75, 1976/77
- Jugoslawischer Meister: 1965
- 33 Einsätze im Europapokal für ASSE, Endspielteilnahme im Europapokal der Landesmeister 1975/76
- 19 A-Länderspiele für Jugoslawien

## Leben nach der Spielerzeit
1982 nahm Ivan Ćurković doch noch in offizieller Funktion an einer Weltmeisterschaftsendrunde teil, als ihn Nationaltrainer Hidalgo mit der Aufgabe des Torwarttrainers für Baratelli, Castaneda und Ettori betraute. 2001 arbeitete er kurzzeitig als Interimstrainer der Nationalelf Serbien-Montenegros. Ćurković war 15 Jahre lang Präsident von Partizan Belgrad, Mitglied des Nationalen Olympischen Komitees von Serbien sowie der technischen Kommission der FIFA. Aktuell ist er Mitglied der FIFA-Kommission für Stadien und Sicherheit. Zudem ist er Honorarkonsul der Seychellen in Belgrad und seit Oktober 2005 Ritter der Ehrenlegion. Durch die Ermordung seines Bruders Dragan im Bosnienkrieg wurde er zu einem bekennenden Pazifisten.